# Florien d'Arles
Florien (av. 613) - ap. 614), dit aussi Florian ou Florianus est un archevêque d’Arles (c. 613 - ap. 614).

## Biographie
Florien figure sur les diptyques épiscopaux mais est très peu connu. D’après ces documents, il est indiqué comme le successeur de Virgile.

Les évêchés représentés au concile de Paris de 614

On sait, par des lettres de Boniface IV datées du 23 août 613, qu'il reçoit le pallium, peu de mois, semble-t-il après son installation. Joseph Hyacinthe Albanés précise que le pape informe le roi Thierry II de cette promotion. Le même auteur indique que l'archevêque d'Arles participe le 10 octobre 614 au concile de Paris traitant de la discipline. Lors de ce concile réunissant 77 évêques ou archevêques et un abbé, Florien signe en second, après le primat de Lyon, Aridius, et devant l'archevêque de Vienne, Domulus ; ce rang souligne l'importance de l’archevêché d’Arles à cette époque.

### Sources
- Louis Duchesne - Fastes épiscopaux de l'ancienne Gaule (2e éd.)
- Jean-Pierre Papon - Histoire générale de Provence - Moutard, 1777
- Joseph Hyacinthe Albanés - Gallia christiana novissima